# Sasae-tsurikomi-ashi
Sasae-tsurikomi-ashi (支釣込足) é uma das 40 técnicas básicas do judô. Classificada como uma técnica de ashi waza (literalmente, técnicas de perna), é a  terceira técnica do primeiro grupo (dai ikkyo) do Gokyo e a segunda técnica no grupo de ashi waza do nage-no-kata.

## Descrição
Com a pegada clássica (gola com a mão direita, manga com a mão esquerda), o tori desequilibra o uke com mae-migi-kuzushi e apoia seu pé esquerdo logo acima do tornozelo direito do uke. O tori deve girar para a esquerda e inclinar-se ligeiramente para trás.
A técnica perde muito de sua eficiência caso o tori flexione seu quadril para a frente.
É importante observar que o pé do tori deve estar com a sola virada para o lado quando encostar na perna do uke.

## Leitura complementar
- Kano, Jigoro (1994), «Kodokan Judo», ISBN 4-770-1799-5 Verifique |isbn= (ajuda) first ed. , Kodansha International, Judo Masterclass Techniques
- Mifune, Kyuzo (2004), «The Canon of Judo», ISBN 4-770-2979-9 Verifique |isbn= (ajuda) first ed. , Kodansha International, Judo Masterclass Techniques